# Luis González Seara
Luis González Seara (A Merca, Galícia 1936 - Madrid 23 d'abril de 2016) va ser un sociòleg i polític gallec que participà en diferents governs presidits per Adolfo Suárez.

## Biografia
Va néixer el 7 de juny de 1936 a la població de A Merca, situada a la província d'Ourense. Va estudiar ciències polítiques i econòmiques a la Universitat Complutense de Madrid, de la qual fou posteriorment professor.
Director de l'Institut de l'Opinió Pública, Sotsdirector de la Fundació per al Desenvolupament de la Funció Social de les Comunicacions, fou el fundador de la Revista de l'Opinió Pública i de la Revista d'Estudis Socials. Va ser, així mateix, un dels fundadors i President del Consell d'Administració d'Informació i Publicacions, S. A., editora de Cambio 16, Diario 16 i Historia 16, dels que en fou fundador. En 2008 va ingressar a la Reial Acadèmia de Ciències Morals i Polítiques i en 1996 va obtenir el Premi Nacional d'assaig de les Lletres Espanyoles per El poder y la palabra.

## Activitat política
Va ser un dels fundadors, l'any 1976, juntament amb Francisco Fernández Ordóñez, de l'Agrupació Socialdemòcrata i del Partit Socialdemòcrata, integrats a la Unió de Centre Democràtic (UCD) l'any següent.
En les eleccions generals de 1977 fou escollit senador per la província d'Ourense en la legislatura constituent (1977-1979), i en les eleccions generals de 1979 fou escollit diputat al Congrés en representació de la província de Pontevedra, càrrec que ocupà fins a finals de la legislatura. Després de les eleccions de 1979 fou nomenat Ministre d'Universitats i Investigació, càrrec que va ocupar fins al setembre de 1981 durant tres governs d'Adolfo Suárez, i sent confirmat inicialment per Leopoldo Calvo-Sotelo Bustelo.
El febrer de 1982 va deixar la UCD al seguir Francisco Fernández Ordóñez en la creació del Partit d'Acció Democràtica, i sense renunciar al seu escó va passar al Grup Mixt del Congrés. La integració d'aquest partit dins el PSOE va marcar l'abandonament de la política activa per part de Seara.
Va rebre la medalla de l'Orde del Mèrit Constitucional, les Grans Creus de l'Orde de Carles III, de l'Orde d'Alfons X el Savi, de l'Orde del Mèrit de Portugal i del Mèrit Aeronàutic.

## Obra publicada (selecció)
- 1968: Opinión Pública y Comunicación de Masas
- 1971: La Sociología, aventura dialéctica
- 1987: La Década del Cambio
- 1995: El Poder y la Palabra, Premi Nacional d'assaig de les Lletres Espanyoles l'any 1996
- 1998: El laberinto de la Fortuna